# Suspicion (Apple TV+)
Suspicion é uma série de televisão britânica de suspense baseada na série israelense False Flag. Ambientada em Londres e Nova York, a série estreou na Apple TV+ em 4 de fevereiro de 2022. A série foi cancelada após uma temporada.

## Elenco
- Kunal Nayyar como Aadesh Chopra
- Georgina Campbell como Natalie Thompson
- Elyes Gabel como Sean Tilson
- Elizabeth Henstridge como Tara McAllister
- Angel Coulby como Vanessa Okoye
- Tom Rhys Harries como Eddie Walker
- Robert Glenister como Martin Copeland
- Lydia West como Monique Thompson
- Clare Perkins como Lydia Thompson
- Gerran Howell como Leo Newman
- Karl Johnson como Eric Cresswell
- Jennifer Ehle como Amy
- Noah Emmerich como Scott Anderson
- Uma Thurman como Katherine Newman
- Ross McCall como Owen Neilssen
- Mandip Gill como Sonia Chopra
- Parth Thakerar como Shiv Kapoor
- Faraz Ayub como Ajay Kapoor
- Kulvinder Ghir como Rakesh Kapoor
- Ben Bailey Smith como Joe Gibson
- Martin Savage como Reuben Carson
- Ian McElhinney como avô de Sean
- Dominic Tighe como Steve McAllister
- Bijan Daneshmand como Masoud Ghorbani

## Lançamento
A série estreou com dois episódios sendo lançados na Apple TV+ na sexta-feira, 4 de fevereiro de 2022, com os seis episódios restantes indo ao ar todas as sextas-feiras a partir de então.

## Recepção
No Rotten Tomatoes, 50% das 24 resenhas dos críticos foram positivas, com uma nota média de 6,20/10. O consenso do site diz: "Embora este thriller de espionagem crie uma atmosfera genuinamente paranóica, suspeita-se que Uma Thurman esteja perdendo tempo com um mistério superficial".
Angie Han, do The Hollywood Reporter, escreve: " A suspeita é amplamente competente, no sentido de que o diálogo é útil, as performances inquestionáveis (embora aqueles que assistem a Thurman devam ser avisados de que ela mal aparece nele), a narrativa é fácil de acompanhar". Barbara Ellen do The Observer achou que a série foi "desfeita por drama errático e temas sem sentido". Dorothy Rabinowitz, do Wall Street Journal, foi mais elogiosa, apelidando-a de "ambiciosa".